# Copa del Mundo de Ciclismo de 2004
La Copa del Mundo de Ciclismo en el año 2004 tuvo los siguientes resultados:

## Calendario
| Carrera                  | Fecha         | Distancia | Vencedor                       | Equipo del vencedor |
| ------------------------ | ------------- | --------- | ------------------------------ | ------------------- |
| Milán-San Remo           | 20 de marzo   | 296 km    | Óscar Freire                   | Rabobank            |
| Tour de Flandes          | 4 de abril    | 257 km    | Steffen Wesemann               | Alessio-Bianchi     |
| París-Roubaix            | 11 de abril   | 263 km    | Magnus Bäckstedt               | T-Mobile            |
| Amstel Gold Race         | 18 de abril   | 251 km    | Davide Rebellin                | Gerolsteiner        |
| Lieja-Bastoña-Lieja      | 25 de abril   | 260 km    | Davide Rebellin                | Gerolsteiner        |
| HEW Cyclassics           | 1 de agosto   | 250 km    | Stuart O'Grady                 | Cofidis             |
| Clásica de San Sebastián | 7 de agosto   | 227 km    | Miguel Ángel Martín Perdiguero | Saunier Duval       |
| Campeonato de Zúrich     | 22 de agosto  | 240,9 km  | Juan Antonio Flecha            | Fassa Bortolo       |
| París-Tours              | 10 de octubre | 252,5 km  | Erik Dekker                    | Rabobank            |
| Giro de Lombardía        | 16 de octubre | 246 km    | Damiano Cunego                 | Saeco               |

## Clasificaciones finales

### Clasificación individual
| Posición | Corredor                       | Equipo               | Puntos |
| -------- | ------------------------------ | -------------------- | ------ |
|          | Paolo Bettini                  | Quick Step-Davitamon | 340    |
| 2        | Davide Rebellin                | Gerolsteiner         | 327    |
| 3        | Óscar Freire                   | Rabobank             | 252    |
| 4        | Erik Dekker                    | Rabobank             | 237    |
| 5        | Michael Boogerd                | Rabobank             | 216    |
| 6        | Stuart O'Grady                 | Cofidis              | 186    |
| 7        | Juan Antonio Flecha            | Fassa Bortolo        | 140    |
| 8        | Steffen Wesemann               | T-Mobile             | 131    |
| 9        | Miguel Ángel Martín Perdiguero | Saunier Duval        | 120    |
| 10       | Erik Zabel                     | T-Mobile             | 108    |

### Clasificación por equipos
| Posición | Equipo        | Puntos |
| -------- | ------------- | ------ |
| 1        | T-Mobile      | 69     |
| 2        | Rabobank      | 68     |
| 3        | Fassa Bortolo | 47     |
| 4        | Gerolsteiner  | 47     |
| 5        | Lotto-Domo    | 45     |